# ヒメジ科
ヒメジ科（ヒメジか、学名：Mullidae）は、スズキ目・スズキ亜目の下位分類群の一つである。暖かく浅い海に適応した魚で、鮮やかな体色や下顎下面に2本の「あごひげ」（触鬚）があることなどを特徴とする。

## 概要
全世界の暖海に分布し、6属・66種が分類されている。うち日本近海産は3属・22種である。南西太平洋産ヒメジ属の一種（Upeneus francisi）は成長しても全長10cmに達しないが、最大種のオオスジヒメジ（Parupeneus barberinus）は全長60cmに達する。
体は側扁し、大型種では背中側が高くなるものもいるが、腹側はあまり下に突き出ない。二つの背鰭は明らかに離れ、第一背鰭は6-8棘条、第二背鰭は8-9軟条からなる。体色は鮮やかで、種類によって異なる。また同じ個体でも昼と夜で体色や斑紋が大きく異なる。死ぬと体表の模様が変わる種類もいる。
口は頭部のやや下側に偏ってつき、下顎に2本の「あごひげ」がある。英名"Goatfish"（ヤギ魚）はここに由来し、日本でもオジサン（小父さん、 P. multifasciatus）、オキナヒメジ（翁比売知、 P. spilurus）といったあごひげに因む標準和名を付けられた種類が存在する。
全種が暖かい浅い海に生息していて、特にサンゴ礁で色鮮やかな大型種が多く見られる。稚魚は海岸の波打ち際に出現し、汽水域に入ることもある。成魚は海底からあまり離れず、表層・中層に上がることはほとんどない。
食性は肉食性で、主に甲殻類・多毛類などのベントス（底生生物）を捕食するが、大型種は遊泳性の小魚を捕食することもある。餌を探す際はあごひげを忙しく動かし、海底やサンゴの枝の間などを探る動作を行う。あごひげには味蕾に似た感覚器が並び、潜んでいる小動物を探し当てるのに役立っている。
中型・大型種は各地で食用に漁獲される。また、鮮やかなうえに変化する体色から、スクーバダイビングや水族館において観賞の対象にもなる。

## 分類
- アカヒメジ属 Mulloidichthys Whitley,1929  - 7種
  - アカヒメジ Mulloidichthys vanicolensis (Valenciennes, 1831) Yellowfin goatfish
  - モンツキアカヒメジ Mulloidichthys flavolineatusT (Lacépède, 1801) Yellowstripe goatfish
- メダマヒメジ属 Mullus Linnaeus,1758 - 4種 
  - Mullus barbatusT (Linnaeus, 1758) Red mullet
- ウミヒゴイ属 Parupeneus Bleeker,1863 - 32種
  - ウミヒゴイ Parupeneus chrysopleuron (Temminck & Schlegel, 1843) Yellow-striped goatfish （海緋鯉）
  - オジサン Parupeneus multifasciatus (Quoy & Gaimard, 1825) Manybar goatfish
  - オキナヒメジ Parupeneus spilurus (Bleeker, 1854) Blackspot goatfish
  - オオスジヒメジ Parupeneus barberinusT (Lacépède, 1801) Dash-and-dot goatfish
  - ホウライヒメジ Parupeneus ciliatus (Lacépède, 1802) Whitesaddle goatfish
  - マルクチヒメジ Parupeneus cyclostomus (Lacépède, 1801) Goldsaddle goatfish
- ベニヒメジ属 Pseudupeneus Bleeker,1862 - 3種
  - Pseudupeneus grandisquamis (T. N. Gill, 1863) Bigscale goatfish
  - Pseudupeneus maculatus (Bloch, 1793) Spotted goatfish
  - Pseudupeneus prayensisT (G. Cuvier, 1829) West African goatfish
- ウペネイクティス属 Upeneichthys Bleeker,1855 - 3種
  - Upeneichthys lineatus (Bloch & J. G. Schneider, 1801) Blue-lined goatfish or blue-striped mullet
  - Upeneichthys stotti (Hutchins, 1990) Stott's goatfish
  - Upeneichthys vlamingii (G. Cuvier, 1829) Southern goatfish
- ヒメジ属 Upeneus Cuvier,1829 - 34種
  - ヒメジ Upeneus japonicus (Houttuyn, 1782) Bensasi goatfish
  - ヨメヒメジ Upeneus tragula (J. Richardson, 1846) Freckled goatfish
  - コハクヒメジ Upeneus sulphureus (G. Cuvier, 1829) Sulphur goatfish

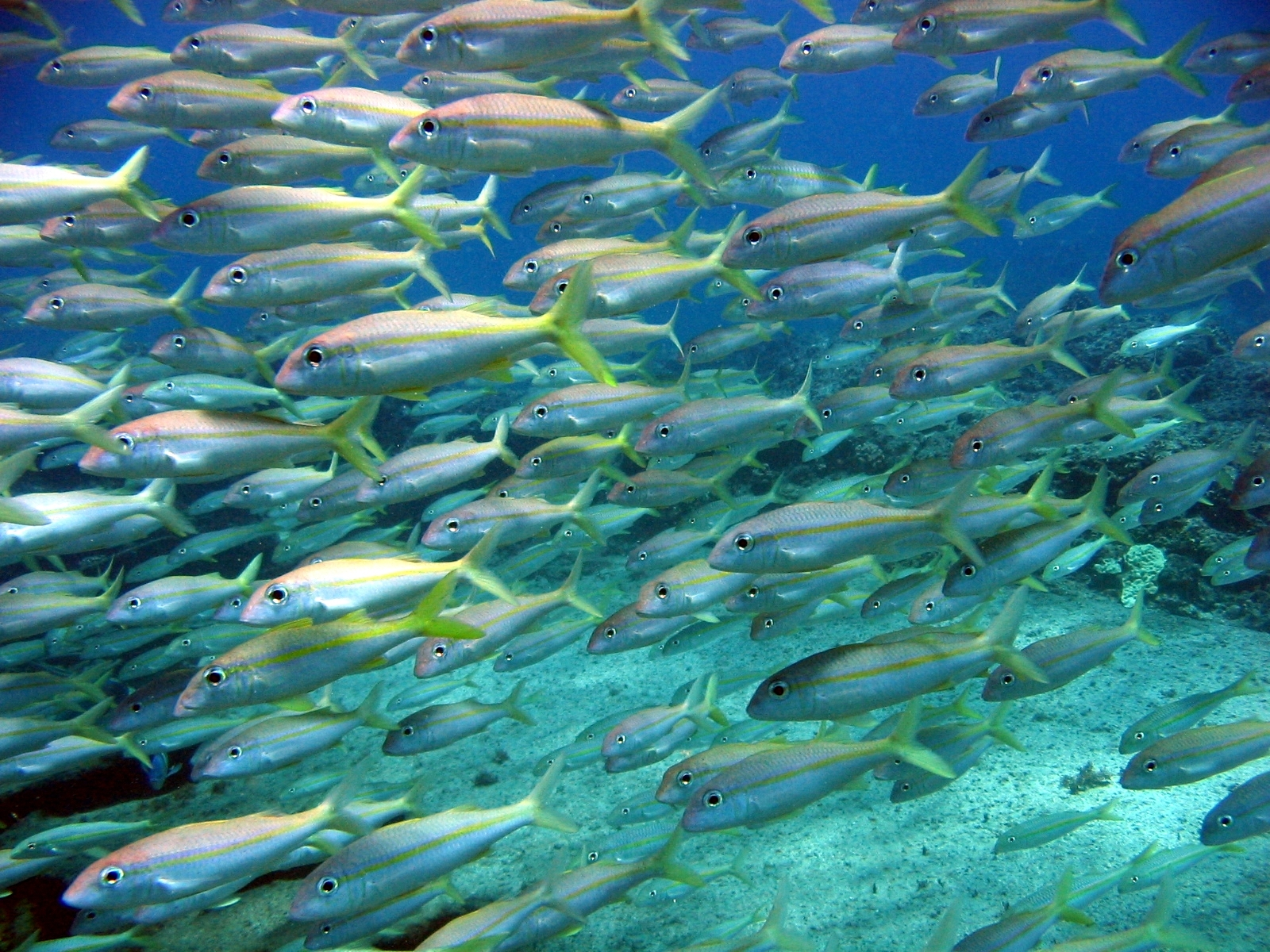
モンツキアカヒメジの群れ
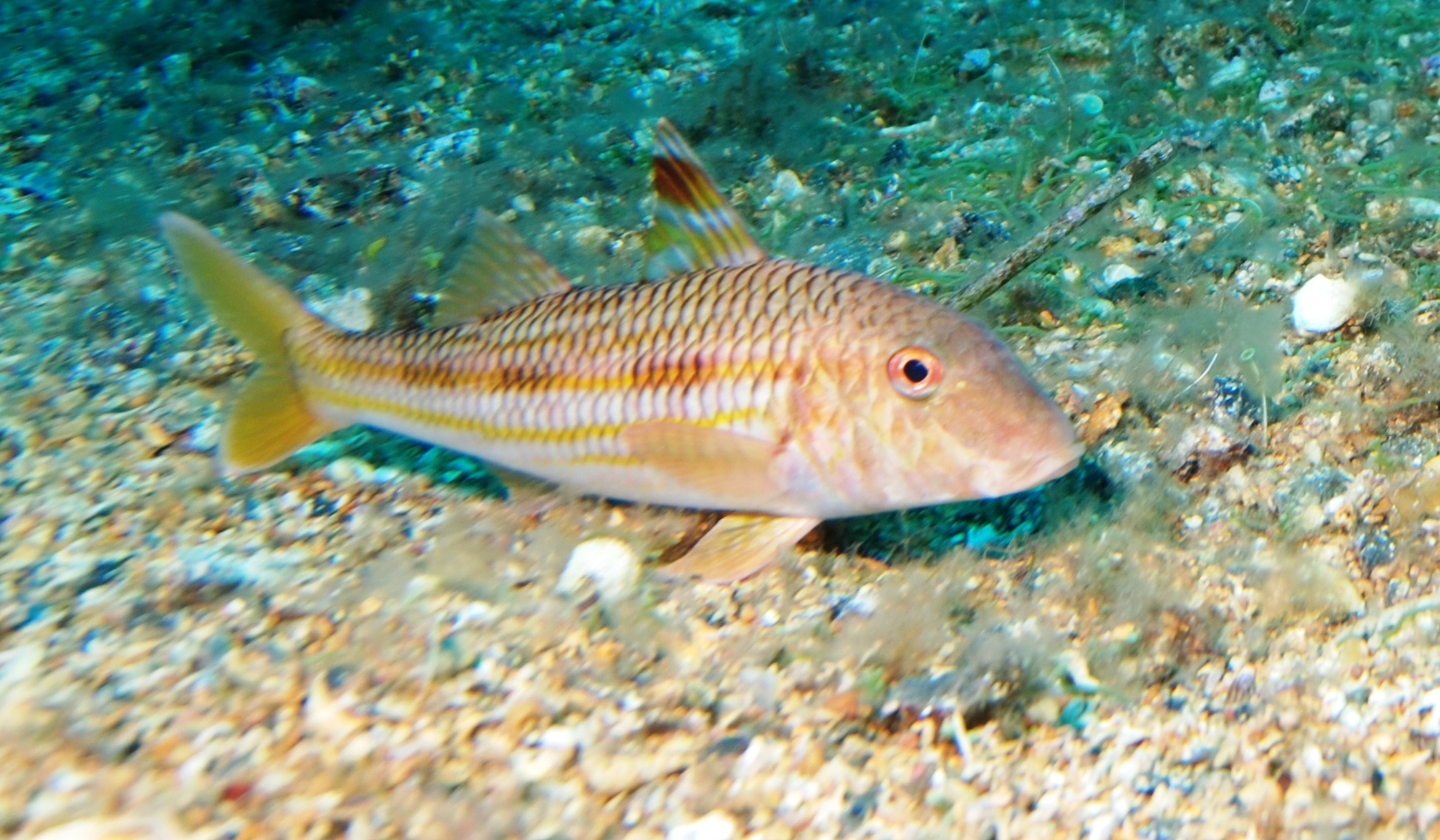
地中海・北東大西洋産のストライプトレッドマレット（Mullus surmuletus）
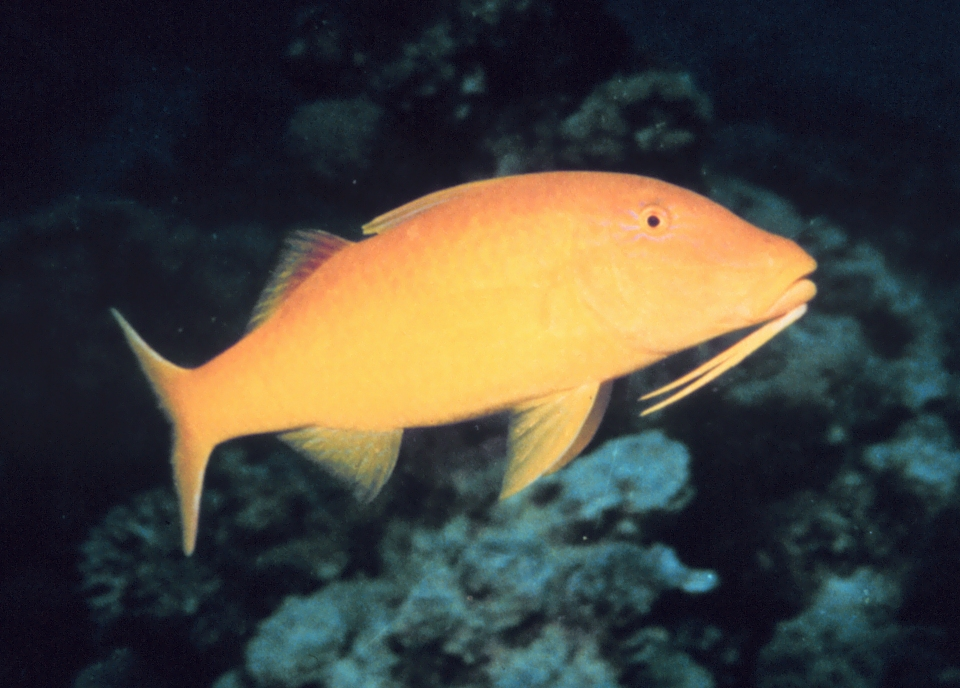
マルクチヒメジ（Parupeneus cyclostomus）
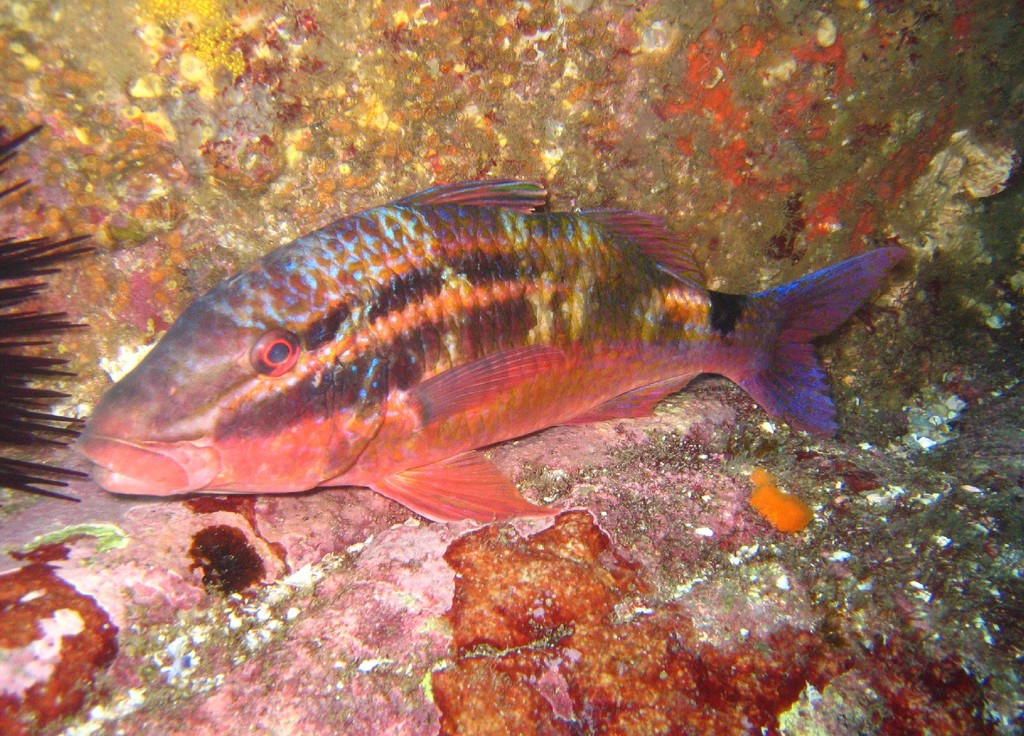
オキナヒメジ（P. spilurus）